# لارس بيرغ
لارس بيرغ (بالنرويجية البوكمول: Lars Berg)‏ هو كاتب مسرحي وكاتب نرويجي، ولد في 16 مايو 1901، وتوفي في 11 يناير 1969.